# Elliott Bay
Elliott Bay är en del av det centrala avrinningsområdet i Pugetsundet i regionen Cascadia i delstaten Washington. Viken går sydöst mellan West Point i norr och Aiki Point i söder. Seattle grundades i detta område under 1850-talet och har växt till att i dag omfatta hela området. Vattenvägen till Stilla havet har haft stor betydelse för stadens ekonomi och har lett till att Seattles hamn har blivit en av de mest trafikerade hamnarna i USA.